# 소화불량
소화불량(消化不良, indigestion, dyspepsia)은 소화에 장애가 있는 질병의 하나이다. 소화불량증(消化不良症), 체증(滯症)이라고도 한다. 증상으로는 복부 팽창, 속쓰림, 구역질, 트림, 상복부 복통을 포함할 수 있다. 식사를 할 때 예상한 것 보다 더 일찍 포만감을 경험할 수 있다. 소화불량은 일반적인 문제로, 위 식도 역류병(GERD)이나 위염에 의해 자주 발생한다. 소수의 사람들에게는 위궤양, 가끔은 암의 전조일 수도 있다. 그러므로 55세 이상의 사람 중에서나 기타 염려스러운 증후군이 있는 사람들 중에서 설명되지 않는 새로이 시작된 소화불량의 경우 추가적인 조사가 필요할 수 있다.

## 증상 및 징후
대부분의 경우, 임상 기록은 유기적 원인과 기능적 소화불량을 구별하는데 제한적으로 사용된다. 최근 이 문헌에 대한 대규모 체계적인 검토가 수행되어 상내시경 검사를 위해 언급된 환자의 컴퓨터 모델 대비 임상적 의견으로 유기적 이상증 진단의 효과를 평가하였다. 컴퓨터 모델은 환자 인구 통계, 위험 요소, 과거 항목 및 증상을 기반으로 했다. 이 연구는 임상적 인상이나 컴퓨터 모델 모두 유기체와 기능적 질병을 적절히 구별할 수 없다는 것을 보여주었다.
최근의 한 연구에서 소화성 궤양 질환 환자는 한 연령대의 기능성 소화불량 환자와 성적으로 일치하는 연구를 한 환자와 비교했다. 기능성 소화불량 그룹은 상복부 충만, 메스꺼움, 전반적인 더 큰 고통과 불안감을 보고했지만, 거의 모든 증상이 두 집단에서 나타났다. 따라서, 유기적 장애를 가지고 있을 수 있는 환자를 경험적 징후 치료를 받는 기능적 소화불량이 있는 환자와 분리하여 추가 진단 테스트를 보장하는 것이 임상의사의 도전 과제다. 구체적인 원인을 파악하거나 배제하기 위해 작업을 목표로 해야 한다. 전통적으로 고위험군 사람들은 "경고" 특징으로 식별되었다. 그러나 이러한 특징들이 식도나 위암 상위의 존재 여부를 확인하는 데 있어서 유용성에 대해서는 논의되어 왔다. 경보 기능의 민감도와 특수성을 조사한 메타 분석 결과 각각 0-83%와 40-98%의 범위가 발견되었다. 그러나 학문 간에는 이질성이 높았다.
신체검사는 복부의 부드러움을 유도할 수 있지만, 이 발견은 비전문적이다. 복벽 수축과 팔굽힘에 따라 증가하는 양수 카넷 부호 또는 초점 연기는 복벽 근골격과 관련된 식생학을 제안한다. 고통의 피부색 분포는 흉부 다방사성 다면증을 암시할 수 있다. 오른쪽 상단 사분면에 있는 엄지손가락의 부드러움은 만성 골수염을 암시할 수 있다.

## 진단
55세 미만인 사람은 조사 없이 치료할 수 있다. 최근 발작성 소화장애가 있는 55세 이상이나 경보 증상이 있는 사람은 위장관 내시경 검사를 서둘러 받아야 한다. 이것은 소화성 궤양 질환, 약물과 관련된 궤양, 악성종양, 그리고 다른 더 희귀한 원인들을 배제할 것이다.
경보 기능이 없는 55세 미만의 사람들은 내시경 검사를 필요로 하지 않지만 헬리코박터균 감염으로 인한 소화성 궤양 질환에 대한 조사를 고려한다. H. Pylori 감염에 대한 조사는 보통 지역사회에서 이러한 감염의 중간에서 높은 확산이 있거나 소화불량이 있는 사람이 H. Pylori 감염에 대한 다른 위험 요인을 가지고 있을 때 수행된다. 예를 들어, H. Pylori 감염은 높은 사전 예방 지역으로부터의 인종이나 이민과 관련이 있다. 감염이 확인되면 대개 약물치료로 근절될 수 있다.
약물 관련 소화불량은 보통 NSAIDs와 관련이 있으며 위벽의 천공을 통해 출혈이나 궤양으로 복잡할 수 있다.

## 치료
기능성 질환과 미분화성 질환은 유사한 치료법을 가지고 있다. 약물 치료 결정은 소화불량의 정의에 속쓰림을 포함했기 때문에 어렵다. 이로 인해 속쓰림 치료에 효과적인 양성자 펌프 억제제(PPI)를 선호하는 결과가 나왔다.
이 진단에 사용되는 전통적인 치료법은 생활습관 수정, 제산제, H2-수용체 길항제(H2-RA), 프로키네틱제, 항염증제 등이다. 기능성 소화불량을 치료하는 데 있어서 가장 좌절감을 주는 측면 중 하나는 이러한 전통적 요법들이 효과가 거의 없거나 전혀 없는 것으로 나타났다는 점에 주목해 왔다.

## 산성 억제
제산과 수크랄프테이트는 문학평론에서 위약과 다를 바 없는 것으로 밝혀졌다. H2-RA는 열악한 품질 시험(30% 상대적 위험 감소)에서 현저한 편익을 보였지만, 좋은 품질 시험에서는 한계 편익에 불과했다. 기능적 소화불량에서 위빈을 지연시키는 것이 주요 병리생리 메커니즘으로 간주되기 때문에 프로키네틱제들은 경험적으로 잘 작동하는 것처럼 보일 것이다. 메타 분석에서 최대 50%의 상대적 위험 감소를 도출하는 것으로 나타났지만, 이러한 결론을 도출하기 위해 평가된 연구는 그 이후 시장에서 제거된 약물 시사피드를 사용했다(현재 조사대상으로만 이용 가능) torsades와 같은 심각한 부작용 때문에, 출판편향은 csapride를 사용했다.그러한 높은 이익에 대한 잠재적인 부분적 설명으로 언급되었다. 메토클로프라미드, 에리스트로마이신, 테게로드와 같은 현대의 프로키네틱제들은 확립된 효능이 거의 없거나 전혀 없으며 상당한 부작용을 초래하는 경우가 많다. 시메티콘은 어느 정도 가치가 있다. 한 실험은 위약보다 잠재적인 이익을 제시하고 다른 실험은 시사피드와 동등함을 보여주기 때문이다. 그래서 최근에 양성자 펌프 억제제(PPI) 등급의 약물이 출현함에 따라 이러한 새로운 약제가 전통적인 치료법보다 우수한가 하는 의문이 제기되었다.
현재 PPI는 특정 약물에 따라 식도염, 위장 역류증(GERD), 졸린저-엘리슨 증후군, H.필로리, 십이지장, 위궤양 퇴치, NSAID 유도 궤양 치료 및 예방에 대한 PPI는 있으나 기능성 소화불량은 아니다. 그러나 증거 기반 지침과 문헌은 이 표시에 대한 PPI의 사용을 평가한다. 주요 임상실험을 요약한 유용한 도표는 2006년 세계위생학술지(World Journal of Gastroenterology)에 발표된 기능장애증 지침에서 확인할 수 있다.

## 다이어트 소스
무셀리아 글루텐 감수성이 있는 소화불량의 연관성 때문에 글루텐이 없는 식단은 증상을 완화시킬 수 있다.

## 대체의학
2002년 한약초 제품에 대한 체계적인 검토 결과 박하와 캐러웨이를 포함한 여러 허브가 "안전성을 증진시키는 프로파일"을 가진 비침습성 소화불량에 대한 반독성 효과를 가지고 있다는 사실이 밝혀졌다. 다발성 약초 추출물 이베로가스트의 2004년 메타 분석 결과 기능장애가 있는 사람들에게 위약보다 더 효과적이었다.